# Justin Wilson
Justin Wilson (n. 31 iulie 1978, Sheffield - d.24 august 2015) a fost un pilot de curse auto englez, care a evoluat în Campionatul Mondial de Formula 1 în sezonul 2003.

## Cariera în Formula 1
| Sezon | Echipă                                  | Puncte | Loc clasament general |
| ----- | --------------------------------------- | ------ | --------------------- |
| 2003  | European Minardi Cosworth Jaguar Racing | 1      | 20                    |

## Cariera în IndyCar
| Sezon | Echipă                     | Puncte | Loc clasament general |
| ----- | -------------------------- | ------ | --------------------- |
| 2008  | Newman/Haas/Lanigan Racing | 340    | 11                    |
| 2009  | Dale Coyne Racing          | 354    | 9                     |
| 2010  | Dreyer & Reinbold Racing   | 361    | 11                    |
| 2011  | Dreyer & Reinbold Racing   | 183    | 24                    |
| 2012  | Dale Coyne Racing          | 278    | 15                    |
| 2013  | Dale Coyne Racing          | 472    | 6                     |